# Simonestus robustus
Simonestus robustus là một loài nhện trong họ Corinnidae.
Loài này thuộc chi Simonestus. Simonestus robustus được Arthur Merton Chickering miêu tả năm 1937.